# Nocticola gonzalezi
Nocticola gonzalezi es una especie de cucaracha del género Nocticola, familia Nocticolidae. Fue descrita científicamente por Lucañas & Lit en 2016.
Habita en Filipinas.